# Банковая паника
Банковая паника (также банковская паника, «набег на банк» — калька с англ. bank run, «набег клиентов») — массовое изъятие вкладчиками депозитов из банков в связи с сомнениями в финансовом положении банка. Чем больше людей снимает наличные со вкладов и счетов, тем более по инерции увеличивается вероятность дефолта, что побуждает людей к дальнейшему снятию средств. Подобная ситуация может дестабилизировать банк до такой степени, что у него кончатся наличные средства, и таким образом, он будет признан банкротом. Для предотвращения чего банк может ограничить снятие наличных для каждого клиента, полностью либо частично приостановить снятие средств или оперативно получить больше наличных у других банков, либо в центральном банке.
Банковая паника — это финансовый кризис, который возникает, когда многие банки сталкиваются с наплывом людей, которые массово конвертируют свои находящиеся под угрозой депозиты в наличные или полностью закрывают свои банковские счета.
Системный банковский кризис — ситуация, когда весь или почти весь банковский капитал в стране уничтожен.
Возникшая цепь банкротств может привести к длительному экономическому спаду, поскольку предприятия и потребители испытывают нехватку капитала, в силу коллапса банковской системы. По словам бывшего председателя ФРС США Бена Бернанке, Великая депрессия была вызвана Федеральной резервной системой и значительный экономический ущерб был нанесён непосредственно банковскими операциями. Затраты на преодоление системного банковского кризиса могут быть огромными: годовые расходы в среднем составляют 13 % от ВВП, а потери экономического производства в среднем 20 % от ВВП для кризисов с 1970 по 2007 год.
Методы для предотвращения набегов на банк или смягчения их последствий включают в себя высокие резервные требования, требующие от банков хранить больше своих резервов в виде денежных средств, государственную помощь банкам, государственное регулирование коммерческих банков, организацию центральных банков, выступающих в качестве кредиторов последней инстанции, защиту депозитов, систему страхования вкладов и после запуска, временно приостановили снятие средств. Эти методы не всегда работают: например, даже при страховании вкладов вкладчики могут по-прежнему не иметь немедленного доступа к депозитам во время реорганизации банка.